# ورخوسوسنا
ورخوسوسنا (انگلیسی: Verkhososna) یک شهرک در بخش کراسنوگفاردیسکی استان بلگورود کشور روسیه است.